# Дан за дан
Дан за дан је шести студијски албум Марка Булата који је објављен 2009. године. Албум је издала издавачка кућа FM Sound production.